# 다치바나 요시오
다치바나 요시오(立花 芳夫, 1890년 2월 24일 ~ 1947년 9월 24일)는 일본 제국의 육군 군인이다. 최종 계급은 육군 중장. 오가사와라 제도 지치지마섬에 주둔한 일본군 사령관이었으며, 소위 "오가사와라 사건"으로 알려진 연합군 포로에 대한 고문, 즉결처형, 식인의 죄를 물어 괌에서 교수형 당했다.

## 생애
에히메현에서 태어난 다치바나는 1913년에 일본 육군사관학교를 졸업한 후 소위로 임관하였다. 1924년부터 1925년까지 만주국 육군에서 복무했으며, 1942년에는 히로시마 방어사령관을 지냈고, 1943년 3월에 소장으로 진급했으며, 1944년 5월에 제1독립혼성여단장으로 부임하였다. 1945년 3월에 중장으로 진급함과 동시에 제109사단장으로 부임해 몰락 작전에 대비하는 임무를 부여받았다.

## 전쟁범죄
1945년 중반에 지치지마에 주둔한 병력에 대한 식량이 넉넉했음에도 불구하고 사로잡은 연합군의 포로를 살해해 섭취할 것을 명령하였다.
전후 괌에서 열린 전쟁 범죄에 대한 재판을 통해 사형이 선고되었으며, 수감 중 미군 군사경찰과 동료 수감자들의 가혹행위를 받다가 1947년에 교수형당했다.

## 같이 보기
- 오가사와라 사건
- 무다구치 렌야